# Barbula itzigsohnii
Barbula itzigsohnii är en bladmossart som beskrevs av Georg Ernst Ludwig Hampe 1843. Barbula itzigsohnii ingår i släktet neonmossor, och familjen Pottiaceae. Inga underarter finns listade i Catalogue of Life.